# Arcade de Riolan
L'arcade de Riolan (ou anastomose de Riolan ou artère anastomotique intercolique) est une anastomose artérielle inconstante de l'abdomen.

## Origine
L'arcade de Riolan est une anastomose entre les distributions artérielles des artères mésentériques supérieure et inférieure.
L'anastomose se réalise par la branche gauche de l'artère colique moyenne pour le réseau mésentérique supérieur et par la branche ascendante de l'artère colique gauche pour le réseau mésentérique inférieur.

## Trajet
L'anastomose chemine dans le mésocôlon transverse formant une arcade de troisième niveau à proximité de la racine du mésentère.

## Aspect clinique
L'arcade de Riolan permet une suppléance vasculaire en cas de thrombose mésentérique.